# Frank Chapman (ornitólogo)
Frank Michler Chapman (Englewood (Nova Jérsei), 12 de junho de 1864 — Nova Iorque, 15 de novembro de 1945) foi um ornitólogo estadunidense.
Chapman nasceu em West Englewood, Nova Jersey, e frequentou a Englewood Academy. Começou a trabalhar no Museu Americano de História Natural em 1888, como assistente de Joel Asaph Allen. Em 1901 tornou-se curador dos mamíferos e pássaros e em 1908 curador dos pássaros.
Chapman foi o idealizador da Contagem de Pássaros do Natal. Escreveu diversos livros de ornitologia, tais como Bird Life, Birds of Eastern North America, Bird Studies With a Camera e Life in an Air Castle. Por sua obra Distribution of Bird-life in Colombia recebeu a Medalha Daniel Giraud Elliot de 1917 da Academia Nacional de Ciências dos Estados Unidos.
Chapman teve um filho, Frank Chapman Junior, que casou primeiro com a dramaturga Elizabeth Cobb e teve uma filha, a atriz Buff Cobb, e após o divórcio casou com a cantora de ópera meio-soprano Gladys Swarthout.
Chapman foi sepultado no cemitério Brookside em Englewood (Nova Jérsei).

## Obras
Assim como diversos artigos publicados em revistas científicas e outras revistas como a National Geographic, os livros e reportagens de sua autoria incluem:
- 1895 – Handbook of Birds of Eastern North America
- 1898 – Bird-Life: A Guide to the Study of Our Common Birds
- 1900 – Bird Studies with a Camera
- 1901 - The revision of the genus Capromys
- 1903 – Color Key to North American Birds
- 1903 – The Economic Value of Birds to the State
- 1907 – Warblers of North America
- 1908 – Camps and Cruises of an Ornithologist
- 1910 – The Birds of the Vicinity of New York City: A guide to the Local Collection
- 1915 – The Travels of Birds
- 1917 – The Distribution of Bird-life in Colombia
- 1919 – Our Winter Birds
- 1921 – The Habit Groups of North American Birds
- 1921 – The Distribution of Bird Life in the Urubamba Valley of Peru. A report of the birds collected by the Yale University - National Geographic Society's expedition
- 1926 – The Distribution of Bird-life in Ecuador
- 1929 – My Tropical Air Castle
- 1931 – The Upper Zonal Bird-Life of Mts Roraima and Duida
- 1933 – Autobiography of a Bird-Lover
- 1934 – What Bird is That?
- 1938 – Life in an Air Castle: Nature Studies in the Tropics